# Palazzo da pigione Tringali
Il palazzo da pigione Tringali è uno storico edificio di Catania, situato in via Monsignor Salvatore Ventimiglia.
Fu costruito tra il 1909 e il 1911 su progetto di Francesco Fichera dal taglio classico e modernista (Eclettismo-liberty catanese).